# Hinrich Conrad Bauditz
Hinrich Conrad (von) Bauditz (født 1661 i Hamborg, død 4. januar 1714 i Stade) var en tysk maler. Han er stamfader til den danske gren af slægten Baudissin.
Han var søn af Heinrich Günther von Baudissin (1636-1673) og NN Cunningham. Han blev gift 1. gang 18. november 1684 i Rendsborg med Susanne Böhrensen (1665 – 21. april 1686), datter af Hans Böhrensen og Margarethe Petersen (?) og 2. gang 17. januar 1689 i Rendsborg med Catharina Gude (21. februar 1659 – 29. december 1712), datter af rådsherre, borgmester i Rendsborg Claus Gude og Abelthor Schmede. 
Bauditz var uddannet ingeniørofficer, men virkede fra 1684 som portrætmaler i Rendsborg, i hvis patricierslægter han var indgiftet. Takket være sine gode forbindelser benyttedes han meget af både det plønske og det glücksborgske hertughof, ligesom han havde mange kunder i de slesvigske og holstenske byer. Den plønske hofmarskal Bendix von Cunningham var formentlig i familie med Bauditz' mor. Under kortere ophold i kongeriget malede han bl.a. for oberst Jacob de Bruin på Sandholt. Muligvis har han været i forbindelse med Abraham Wuchters. Det eneste bevarede værk fra hans hånd er imidlertid et portræt af hustruen (i familieeje), og hans øvrige malerier kendes kun arkivalsk. Derimod har nogle kobberstik fra hans hånd overlevet (Alkymisten, 1728).
I første ægteskab havde han sønnen Hans Christian Bauditz (1685-?) og i andet ægteskab sønnen Adolph August Bauditz (1696-1763), som var far til Carl Bauditz.